# Mārtiņš Sirmais

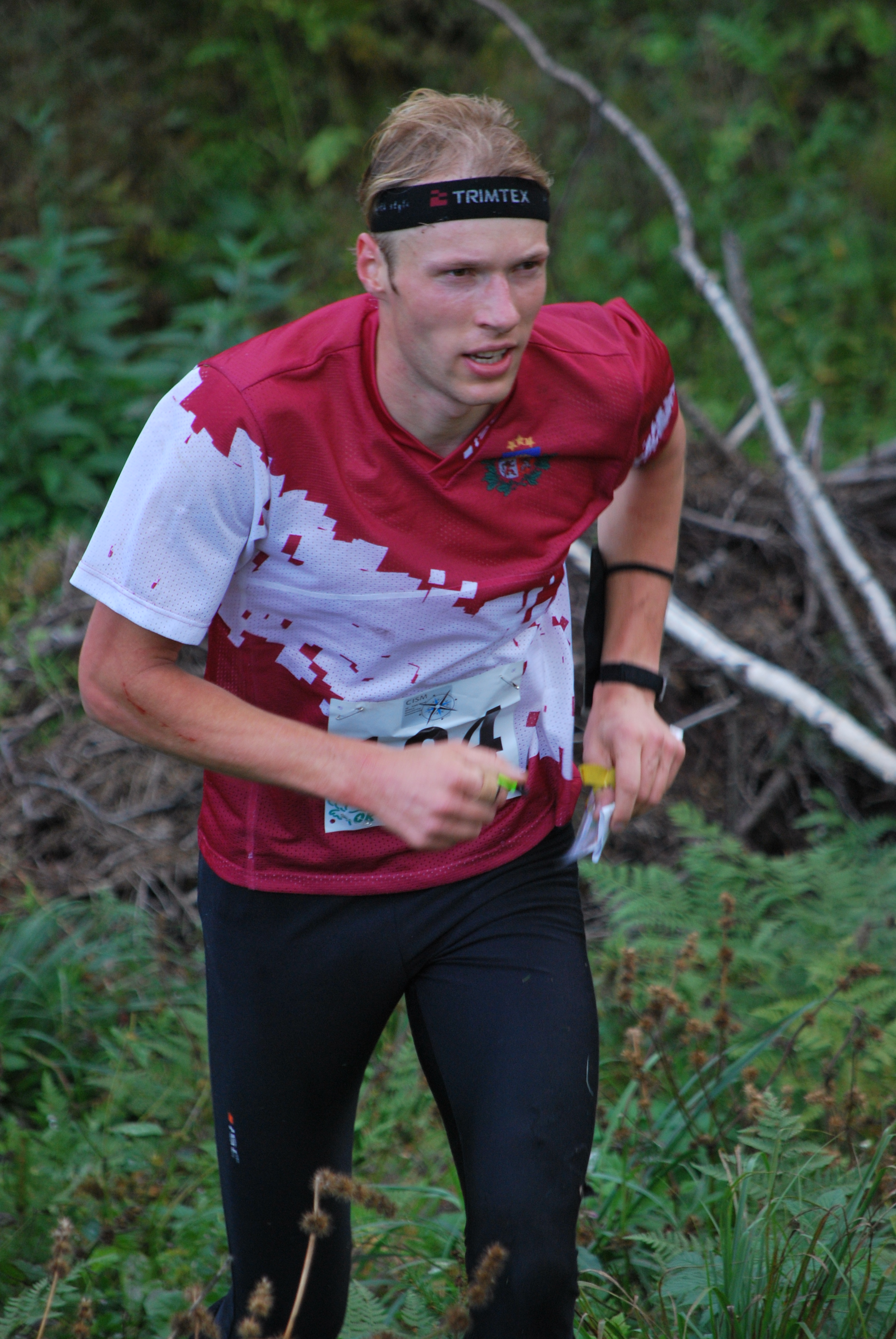
Mārtiņš Sirmais, 2009

Mārtiņš Sirmais (* 15. Juli 1982) ist ein lettischer Orientierungsläufer. 2006 und 2008 war er Vizeeuropameister auf der Mitteldistanz.
Sirmais hatte seine ersten internationalen Meisterschaften 2001 in Tampere und 2002 in Sümeg. Bei den Weltmeisterschaften 2006 kam er auf den sechsten Platz im Sprint und somit erstmals bei einer internationalen Meisterschaft unter die ersten zehn. Seine bislang größten Erfolge feierte er bei den Europameisterschaften 2006 und 2008 in Estland bzw. in seiner Heimat Lettland. In Otepää wurde er 2006 auf der Mitteldistanz Zweiter hinter dem Franzosen Thierry Gueorgiou. 2008 belegte er in derselben Disziplin erneut Rang zwei, wieder hinter Gueorgiou.
Bei internationalen Rennen läuft er für den finnischen Klub Turun Metsänkävijät aus Turku. Sein lettischer Klub ist der IK Auseklis.

## Platzierungen
| Weltmeisterschaften | Sprint | Mittel | Lang | Staffel |
| ------------------- | ------ | ------ | ---- | ------- |
| 2001 Tampere        |        | 52.    |      |         |
| 2003 Rapperswil     | 47.    | 12.    |      | 25.     |
| 2004 Västerås       | 23.    | 18.    | nq   | 8.      |
| 2005 Aichi          | 6.     | nq     | nq   | 20.     |
| 2006 Aarhus         | nq     | 38.    |      | 7.      |
| 2007 Kiew           | 5.     | 18.    |      | 17.     |
| 2008 Olomouc        | 37.    | 35.    |      | 5.      |
| 2009 Miskolc        | 19.    | 27.    | 36.  | 4.      |
| 2010 Trondheim      | 30.    | nq     |      | 11.     |
| 2011 Savoie         |        | 26.    |      | 11.     |

| Europameisterschaften | Sprint | Mittel | Lang | Staffel |
| --------------------- | ------ | ------ | ---- | ------- |
| 2002 Sümeg            |        |        |      | 18.     |
| 2004 Roskilde         | 36.    | 11.    |      |         |
| 2006 Otepää           | 6.     | 2.     | dsq  | 10.     |
| 2008 Ventspils        | 10.    | 2.     |      | 9.      |
| 2010 Primorsko        |        | 29.    |      | 13.     |

| World Games    | Sprint | Mittel | Staffel |
| -------------- | ------ | ------ | ------- |
| 2005 Duisburg  |        | 10.    | 8.      |
| 2009 Kaohsiung | 19.    | 24.    | 6.      |

| Gesamt-Weltcup | Gesamt-Weltcup |
| -------------- | -------------- |
| 2004           | 37.            |
| 2005           | 63.            |
| 2006           | 35.            |
| 2007           | 13.            |
| 2008           | 17.            |
| 2009           | 44.            |
| 2010           | 84.            |
| 2011           | 50.            |